# ورونا (ویسکانسین)

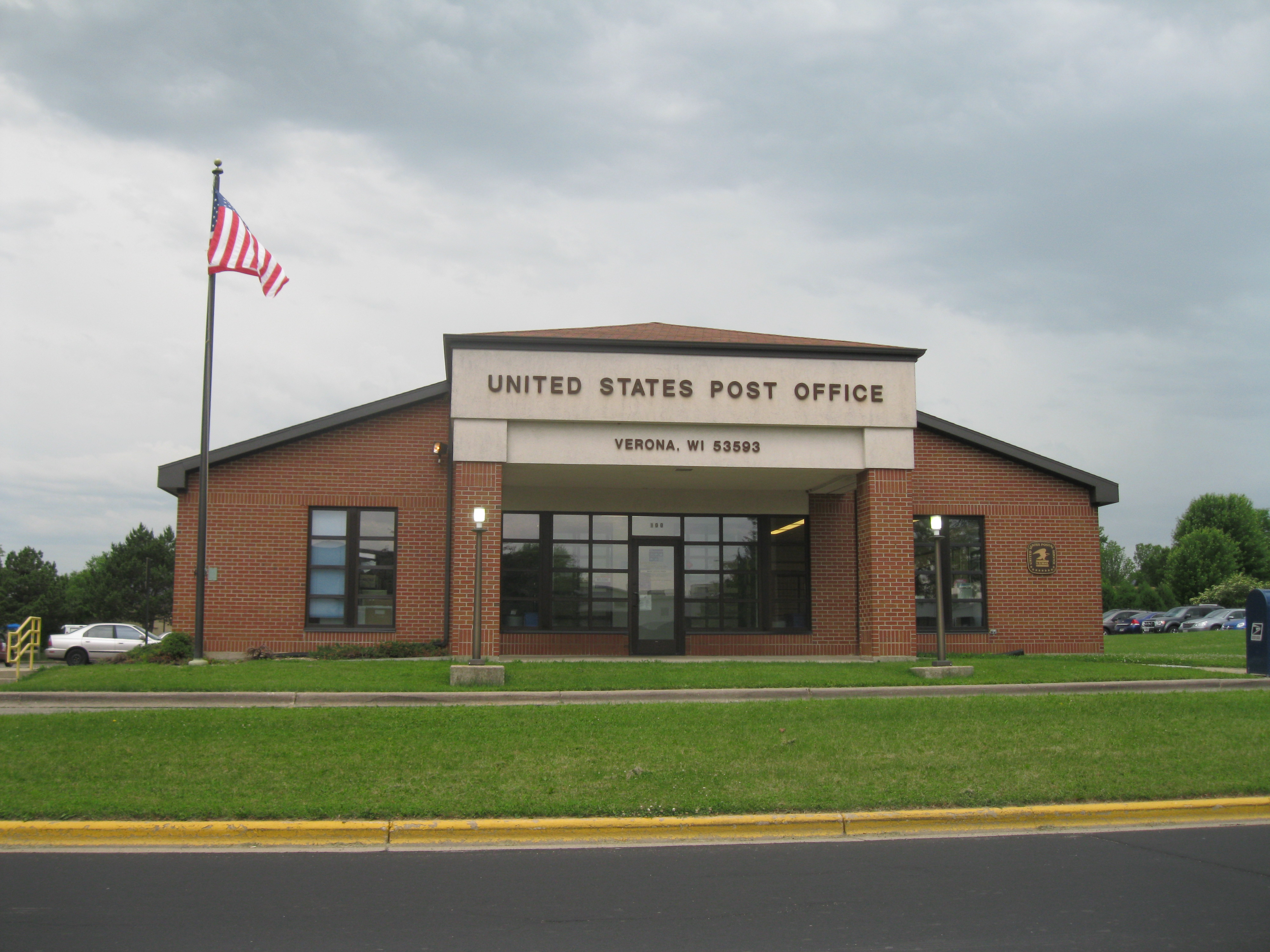
ورونا، ویسکانسین

ورونا، ویسکانسین  (به انگلیسی: Verona) شهری در شهرستان دین ایالت ویسکانسین است که در سال ۱۹۷۷ بنیان‌گذاری شده‌است. این شهر طبق سرشماری سال ۲۰۱۰ میلادی ۱۰٬۶۱۹ نفر جمعیت داشته‌است.